# Top 500 van de Zeroes
De Top 500 van de Zeroes is een hitlijst, die wordt uitgezonden op Q-music. Alle hits tussen 2000 en 2009 komen in aanmerking. Deze lijst werd voor het eerst uitgezonden in 2014. De lijst is de opvolger van de Millennium Top 1000.

## Editie 2014
Dit is de top 10 van de Top 500 van de Zeroes editie 2014, gebaseerd op stemmen van luisteraars.
De lijst werd uitgezonden van 24 tot 28 november 2014.
| Nr. | Uitvoerder                     | Titel                | Jaar |
| --- | ------------------------------ | -------------------- | ---- |
| 1   | Black Eyed Peas                | I Gotta Feeling      | 2009 |
| 2   | Coldplay                       | Viva la vida         | 2008 |
| 3   | Lady Gaga                      | Poker Face           | 2008 |
| 4   | P!nk                           | Dear Mr. President   | 2006 |
| 5   | Beyoncé & Jay-Z                | Crazy in Love        | 2003 |
| 6   | Kings of Leon                  | Sex on Fire          | 2008 |
| 7   | Rihanna                        | Don't Stop the Music | 2008 |
| 8   | Amy Winehouse                  | Rehab                | 2007 |
| 9   | Justin Timberlake              | Cry Me a River       | 2002 |
| 10  | / David Guetta & Kelly Rowland | When Love Takes Over | 2009 |

## Editie 2015
Dit is de top 10 van de Top 500 van de Zeroes editie 2015, gebaseerd op stemmen van luisteraars.
De lijst werd uitgezonden van 14 tot 18 december 2015.
| Nr. | Uitvoerder          | Titel                | Jaar |
| --- | ------------------- | -------------------- | ---- |
| 1   | Black Eyed Peas     | I Gotta Feeling      | 2009 |
| 2   | Lady Gaga           | Poker Face           | 2008 |
| 3   | Coldplay            | Viva la vida         | 2008 |
| 4   | Rihanna             | Don't Stop the Music | 2008 |
| 5   | P!nk                | Dear Mr. President   | 2006 |
| 6   | Beyoncé & Jay-Z     | Crazy in Love        | 2003 |
| 7   | Kings of Leon       | Sex on Fire          | 2008 |
| 8   | Jay-Z & Alicia Keys | Empire State of Mind | 2009 |
| 9   | Milk Inc.           | Walk on Water        | 2000 |
| 10  | U2                  | Beautiful Day        | 2000 |

## Editie 2016
Dit is de top 10 van de Top 500 van de Zeroes editie 2016, gebaseerd op stemmen van luisteraars.
De lijst werd uitgezonden van 19 tot 23 december 2016.
| Nr. | Uitvoerder        | Titel                | Jaar |
| --- | ----------------- | -------------------- | ---- |
| 1   | Coldplay          | Viva la vida         | 2008 |
| 2   | Black Eyed Peas   | I Gotta Feeling      | 2009 |
| 3   | Lady Gaga         | Poker Face           | 2008 |
| 4   | Kings of Leon     | Sex on Fire          | 2008 |
| 5   | Milk Inc.         | Walk on Water        | 2000 |
| 6   | Eminem feat. Dido | Stan                 | 2000 |
| 7   | Rihanna           | Don't Stop the Music | 2008 |
| 8   | P!nk              | Dear Mr. President   | 2006 |
| 9   | U2                | Beautiful Day        | 2000 |
| 10  | Daft Punk         | One More Time        | 2000 |

## Editie 2017
Dit is de top 10 van de Top 500 van de Zeroes editie 2017, gebaseerd op stemmen van luisteraars.
De lijst werd uitgezonden van 20 tot 24 december 2017.
| Nr. | Uitvoerder      | Titel                            | Jaar |
| --- | --------------- | -------------------------------- | ---- |
| 1   | Coldplay        | Viva la vida                     | 2008 |
| 2   | P!nk            | Dear Mr. President               | 2006 |
| 3   | Beyoncé         | Single Ladies (Put a Ring on It) | 2008 |
| 4   | Linkin Park     | In The End                       | 2003 |
| 5   | Black Eyed Peas | I Gotta Feeling                  | 2009 |
| 6   | Coldplay        | Fix You                          | 2005 |
| 7   | Rihanna         | Don't Stop the Music             | 2008 |
| 8   | Kings Of Leon   | Sex on Fire                      | 2008 |
| 9   | Lady Gaga       | Poker Face                       | 2008 |
| 10  | Adele           | Make You Feel My Love            | 2008 |